# Gigi l'amoroso
Gigi l'amoroso is een nummer van de Franse zangeres Dalida. Het nummer werd uitgebracht op haar album Manuel uit 1974. Dat jaar werd het nummer uitgebracht als de eerste single van het album.

## Achtergrond
De tekst van Gigi l'amoroso is geschreven door Michaële, terwijl de muziek is geschreven door Lana en Paul Sebastian. Het nummer is geproduceerd door Orlando, de broer van Dalida. Tot 1973 werden de concerten van Dalida altijd afgesloten met het nummer Ciao amore, ciao uit 1967. Zij wilde hier verandering in brengen, aangezien hier al zes jaar niets in veranderd was. Michaële, een goede vriendin van Dalida, had een idee voor een nummer genaamd Gigi. Een jaar lang waren de twee aan het bedenken over hoe zij dit personage wilden invullen. In 1973 bedacht Dalida op vakantie een verhaal over een Italiaanse zanger die werd gezien als de koning van zijn stad. Hij zou naar de Verenigde Staten gaan vanwege de liefde voor een vrouw, maar dit draaide uit op een fiasco en hij kwam weer terug naar huis.
Michaële vertelde Dalida over Gigi l'amoroso op een terras in Parijs. Dalida was enthousiast over het idee en belde haar broer Orlando om het aan hem te vertellen. Het nummer werd begin 1974 uitgebracht. Ondanks de lengte van meer dan zeven minuten, werd het een grote hit. In haar thuisland Frankrijk kwam het nummer tot de vierde plaats, terwijl in onder meer Luxemburg en Zwitserland de nummer 1-positie werd gehaald. Ook in Canada, Spanje en Wallonië kwam de single in de top 5 terecht. In Nederland kwam de single tot de tweede plaats in zowel de Top 40 als in de Nationale Hitparade, terwijl het in Vlaanderen een nummer 1-hit werd in de voorloper van de Ultratop 50. In Duitsland en Italië werd de B-kant Il venait d'avoir 18 ans uitgebracht als single, die hier respectievelijk tot de plaatsen 13 en 33 kwam.
Gigi l'amoroso werd een aantal malen gecoverd in verschillende talen. Dalida zong het zelf in het Italiaans (als Gigi l'amoroso), Spaans (Gigi el amoroso), Duits (Gigi der Geliebte), Engels (The Great Gigi l'Amoroso (The Great Gigi)) en Japans. De Vlaamse band De Strangers nam een Nederlandstalige versie op onder de titel Scheele Vanderlinden. De Belgische zangeres Wendy Van Wanten nam ook een Nederlandstalige versie op. In Nederland werd de versie van Mike Vincent een hit: hij gebruikte de melodie voor Friet met mayonaise. Dit nummer kwam in 1974 tot de veertiende plaats in de Top 40 en de elfde plaats in de Nationale Hitparade. Deze versie werd later dat jaar ook door Johnny Hoes gecoverd.

## Hitnoteringen

### Dalida

#### Nederlandse Top 40
| Hitnotering: 03-08-1974 t/m 02-11-1974 | Hitnotering: 03-08-1974 t/m 02-11-1974 | Hitnotering: 03-08-1974 t/m 02-11-1974 | Hitnotering: 03-08-1974 t/m 02-11-1974 | Hitnotering: 03-08-1974 t/m 02-11-1974 | Hitnotering: 03-08-1974 t/m 02-11-1974 | Hitnotering: 03-08-1974 t/m 02-11-1974 | Hitnotering: 03-08-1974 t/m 02-11-1974 | Hitnotering: 03-08-1974 t/m 02-11-1974 | Hitnotering: 03-08-1974 t/m 02-11-1974 | Hitnotering: 03-08-1974 t/m 02-11-1974 | Hitnotering: 03-08-1974 t/m 02-11-1974 | Hitnotering: 03-08-1974 t/m 02-11-1974 | Hitnotering: 03-08-1974 t/m 02-11-1974 | Hitnotering: 03-08-1974 t/m 02-11-1974 | Hitnotering: 03-08-1974 t/m 02-11-1974 |
| Week                                   | 1                                      | 2                                      | 3                                      | 4                                      | 5                                      | 6                                      | 7                                      | 8                                      | 9                                      | 10                                     | 11                                     | 12                                     | 13                                     | 14                                     |                                        |
| -------------------------------------- | -------------------------------------- | -------------------------------------- | -------------------------------------- | -------------------------------------- | -------------------------------------- | -------------------------------------- | -------------------------------------- | -------------------------------------- | -------------------------------------- | -------------------------------------- | -------------------------------------- | -------------------------------------- | -------------------------------------- | -------------------------------------- | -------------------------------------- |
| Nummer                                 | 23                                     | 13                                     | 6                                      | 4                                      | 3                                      | 2                                      | 2                                      | 2                                      | 3                                      | 4                                      | 7                                      | 10                                     | 20                                     | 34                                     | uit                                    |

#### Nationale Hitparade
| Hitnotering: 03-08-1974 t/m 26-10-1974 | Hitnotering: 03-08-1974 t/m 26-10-1974 | Hitnotering: 03-08-1974 t/m 26-10-1974 | Hitnotering: 03-08-1974 t/m 26-10-1974 | Hitnotering: 03-08-1974 t/m 26-10-1974 | Hitnotering: 03-08-1974 t/m 26-10-1974 | Hitnotering: 03-08-1974 t/m 26-10-1974 | Hitnotering: 03-08-1974 t/m 26-10-1974 | Hitnotering: 03-08-1974 t/m 26-10-1974 | Hitnotering: 03-08-1974 t/m 26-10-1974 | Hitnotering: 03-08-1974 t/m 26-10-1974 | Hitnotering: 03-08-1974 t/m 26-10-1974 | Hitnotering: 03-08-1974 t/m 26-10-1974 | Hitnotering: 03-08-1974 t/m 26-10-1974 | Hitnotering: 03-08-1974 t/m 26-10-1974 |
| Week                                   | 1                                      | 2                                      | 3                                      | 4                                      | 5                                      | 6                                      | 7                                      | 8                                      | 9                                      | 10                                     | 11                                     | 12                                     | 13                                     |                                        |
| -------------------------------------- | -------------------------------------- | -------------------------------------- | -------------------------------------- | -------------------------------------- | -------------------------------------- | -------------------------------------- | -------------------------------------- | -------------------------------------- | -------------------------------------- | -------------------------------------- | -------------------------------------- | -------------------------------------- | -------------------------------------- | -------------------------------------- |
| Nummer                                 | 20                                     | 16                                     | 6                                      | 4                                      | 4                                      | 2                                      | 2                                      | 2                                      | 3                                      | 5                                      | 8                                      | 10                                     | 20                                     | uit                                    |

#### NPO Radio 2 Top 2000
| Nummer met noteringen in de NPO Radio 2 Top 2000 | '99  | '00  | '01  | '02  | '03  | '04 | '05  | '06  | '07  | '08  | '09  | '10  | '11  | '12  |
| ------------------------------------------------ | ---- | ---- | ---- | ---- | ---- | --- | ---- | ---- | ---- | ---- | ---- | ---- | ---- | ---- |
| Gigi l'amoroso                                   | 1305 | 1257 | 1401 | 1449 | 1592 | 971 | 1464 | 1209 | 1207 | 1231 | 1303 | 1354 | 1474 | 1947 |

1. ↑  Een vetgedrukt getal geeft de hoogste notering aan.
2. ↑  Deze tabel is bijgewerkt tot en met de laatste editie (2024).

### Mike Vincent

#### Nederlandse Top 40
| Hitnotering: 05-10-1974 t/m 09-11-1974 | Hitnotering: 05-10-1974 t/m 09-11-1974 | Hitnotering: 05-10-1974 t/m 09-11-1974 | Hitnotering: 05-10-1974 t/m 09-11-1974 | Hitnotering: 05-10-1974 t/m 09-11-1974 | Hitnotering: 05-10-1974 t/m 09-11-1974 | Hitnotering: 05-10-1974 t/m 09-11-1974 | Hitnotering: 05-10-1974 t/m 09-11-1974 |
| Week                                   | 1                                      | 2                                      | 3                                      | 4                                      | 5                                      | 6                                      |                                        |
| -------------------------------------- | -------------------------------------- | -------------------------------------- | -------------------------------------- | -------------------------------------- | -------------------------------------- | -------------------------------------- | -------------------------------------- |
| Nummer                                 | 28                                     | 17                                     | 14                                     | 14                                     | 24                                     | 36                                     | uit                                    |

#### Nationale Hitparade
| Hitnotering: 05-10-1974 t/m 02-11-1974 | Hitnotering: 05-10-1974 t/m 02-11-1974 | Hitnotering: 05-10-1974 t/m 02-11-1974 | Hitnotering: 05-10-1974 t/m 02-11-1974 | Hitnotering: 05-10-1974 t/m 02-11-1974 | Hitnotering: 05-10-1974 t/m 02-11-1974 | Hitnotering: 05-10-1974 t/m 02-11-1974 |
| Week                                   | 1                                      | 2                                      | 3                                      | 4                                      | 5                                      |                                        |
| -------------------------------------- | -------------------------------------- | -------------------------------------- | -------------------------------------- | -------------------------------------- | -------------------------------------- | -------------------------------------- |
| Nummer                                 | 24                                     | 17                                     | 11                                     | 14                                     | 24                                     | uit                                    |